# Catherine Reitman
Catherine Marcelle Reitman (Los Angeles, 28 april 1981) is een Amerikaanse actrice. Ze is de maker, uitvoerend producent, schrijver en ster van de komediereeks Workin' Moms van CBC.

## Geschiedenis
Reitman is geboren in Los Angeles, Californië, als dochter van de Frans-Canadese actrice Geneviève Robert en de Canadese filmregisseur Ivan Reitman. Haar vader komt uit een joods gezin en haar moeder is bekeerd tot het jodendom. Reitman ging naar Cate School en studeerde af aan de universiteit van Zuid-Californië.

## Carrière
Reitman speelde in de televisieserie The Real Wedding Crashers, gebaseerd op de film Wedding Crashers. Daarnaast speelde ze in de films Knocked Up (2007) en I Love You, Man (2009). Ze heeft ook gespeeld in de televisieseries Hollywood Residential, It's Always Sunny in Philadelphia, How I Met Your Mother, Weeds, and Blackish.
In 2016 richtte ze met haar echtgenoot Philip Sternberg Reitman Wolf & Rabbit Entertainment ULC. op om Workin' Moms te produceren voor de Canadese zender CBC. Daarnaast regisseerde Reitman verschillende afleveringen in elk seizoen van de serie. Workin' Moms kreeg in 2017 vijf nominaties voor de Canadian Screen Awards.

## Privé
Reitman is een zus van regisseur Jason Reitman. Ze is getrouwd met Philip Sternberg, met wie ze twee kinderen heeft.
- Library of Congress Control Number: no2018024991
- Virtual International Authority File: 2139152025920803600007
- WorldCat: E39PBJwMxttPHrQqwGMH4G4yVC